# Stazione di Frascati (1856)
La stazione di Frascati, conosciuta anche come Frascati Campitelli, era l'originaria stazione ferroviaria capolinea della ferrovia Roma-Frascati. Era posta nella località Campitelli del comune di Frascati.

## Storia
La stazione venne inaugurata in concomitanza dell'inaugurazione della tratta Ciampino-Frascati il 7 luglio 1856 e venne attivata il 14 luglio successivo al servizio viaggiatori. A causa dalla lontananza dal centro abitato per l'epoca e la salita ripida, si decise di realizzare un'altra stazione posta direttamente nel centro abitato. La nuova stazione di Frascati venne ufficialmente attivata il 2 febbraio 1884 insieme al nuovo tronco di linea, lungo 3742 m. Tuttavia, il breve tratto di linea originario e la stazione stessa continuarono ad operare fino al 1907, poco dopo il passaggio all'amministrazione autonoma delle Ferrovie dello Stato, quando vennero definitivamente soppresse.
Nel 2014 il sindaco di Frascati ripropone il recupero del vecchio fabbricato viaggiatori, semisommerso dalla vegetazione. In quell'anno l'area della ex stazione risultava di proprietà dell'adiacente centro Giovanni XXIII.

## Strutture e impianti

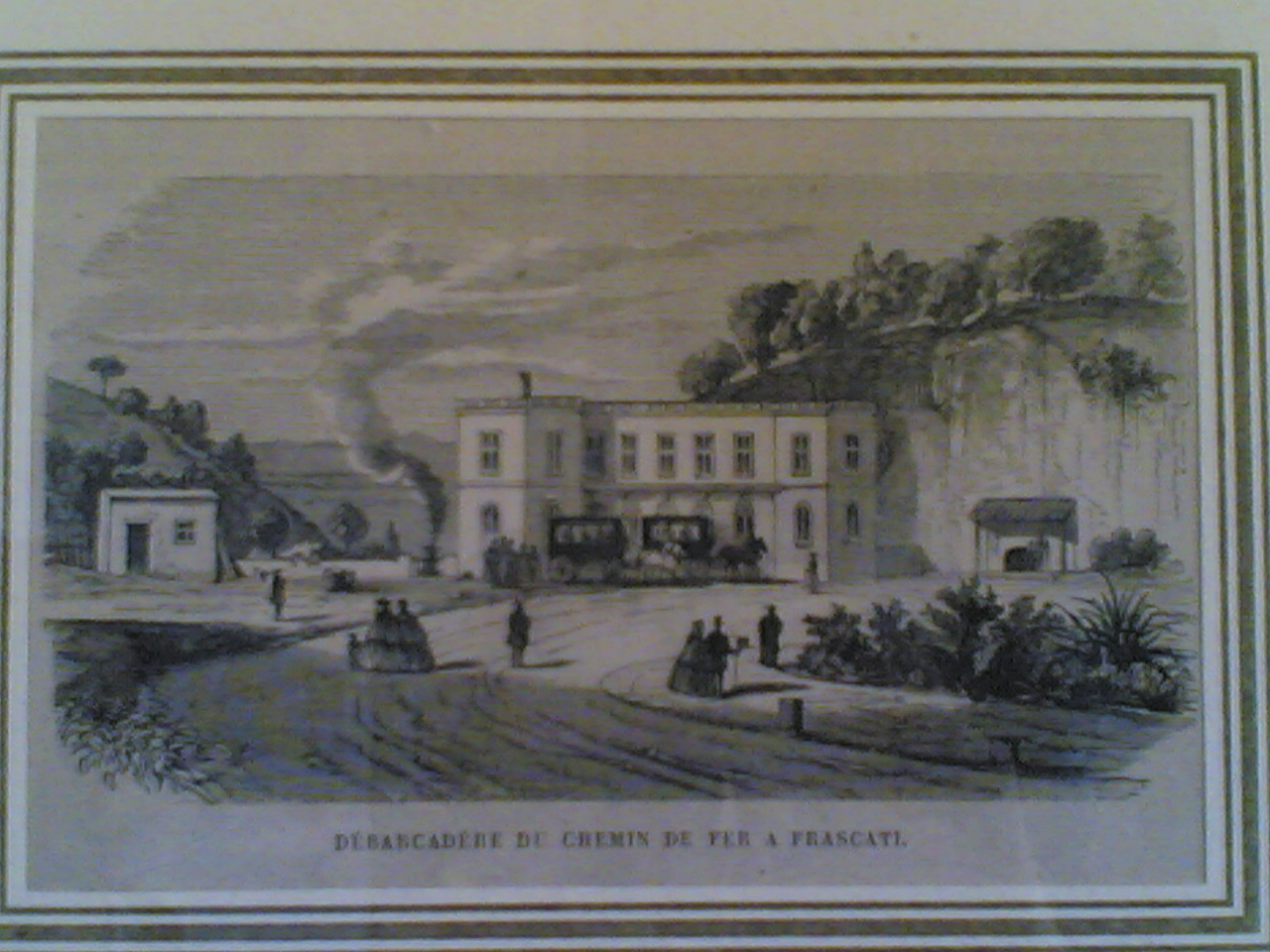
Piazzale antistante la stazione, 1856

La stazione era composta da un grande fabbricato viaggiatori sopraelevato rispetto ai binari e collegato ed essi tramite due scalinate che davano sulle due banchine che servivano i due tronchini di fine corsa.
Dopo la sua soppressione i binari furono smantellati e asportati. Sopravvive il fabbricato di stazione, immerso nella vegetazione spontanea.